# Stand By Love
Stand By Love is een nummer van de Britse band Simple Minds uit 1991. Het is de derde single van hun negende studioalbum Real Life.
Het nummer werd een klein hitje op de Britse eilanden en in Nederland. In het Verenigd Koninkrijk haalde het de 13e positie, en in de Nederlandse Top 40 de 23e.